# Angelo Zimmerman
Angelo Zimmerman (Willemstad, 19 maart 1984) is een Nederlands-Curaçaos voetballer die als verdediger speelt.
Angelo is een neef van Bert Zimmerman. Hij werd in 2008 opgeroepen voor de nationale ploeg van de Nederlandse Antillen. In 2011, toen hij bij WKE speelde, werd hij samen met Anton Jongsma opgeroepen voor interlandwedstrijden van Curaçao, hetgeen een unicum was voor amateurclub WKE. Na het faillissement van WKE is hij per direct naar Zaterdag Topklasser ONS Sneek. In 2018 ging hij voor VV Pelikaan-S spelen.

## Carrière
| Seizoen | Club               | Wedstrijden | Doelpunten | Competitie       |
| ------- | ------------------ | ----------- | ---------- | ---------------- |
| 2004/05 | Cambuur Leeuwarden | 35          | 4          | Eerste Divisie   |
| 2005/06 | Cambuur Leeuwarden | 18          | 1          | Eerste Divisie   |
| 2006/07 | FC Emmen           | 37          | 0          | Eerste Divisie   |
| 2007/08 | BV Veendam         | 38          | 6          | Eerste Divisie   |
| 2008/09 | BV Veendam         | 28          | 2          | Eerste Divisie   |
| 2009/10 | RBC Roosendaal     | 20          | 1          | Eerste Divisie   |
| 2009/10 | FC Emmen           | 14          | 1          | Eerste Divisie   |
| 2010/11 | FC Emmen           | 31          | 0          | Eerste Divisie   |
| 2011/12 | WKE                | 22          | 1          | Topklasse Zondag |
| 2012/13 | WKE                | 30          | 2          | Topklasse Zondag |
| 2013/14 | WKE                | 27          | 0          | Topklasse Zondag |
| 2014/15 | WKE                | 28          | 2          | Topklasse Zondag |
| 2015/16 | WKE                | 18          | 1          | Topklasse Zondag |
| Totaal  |                    | 346         | 21         |                  |